# Justice League: Doom
Justice League: Doom este un film de animație cu super-eroi lansat Direct-pe-video din 2012, bazat pe „ JLA: Turnul Babel”, o banda desenată apărută în anul 2000 scrisă de Mark Waid parte din seria DC Comics JLA. Scenariul filmului a fost adaptat de scriitoarea Dwayne McDuffie și a fost regizat de Lauren Montgomery . Filmul este o continuare la Crisis on Two Earths⁠(d), și folosește aceleași personaje principale, precum și scene din film în intro. A fost lansat pe 28 februarie 2012. Personajele din film sunt interpretate de diverși actori care și-au mai folosit vocile in rolurile din Universul animat DC. Este al 13-lea film din seria filmelor de animație originale aparținând Universului DC.

## Subiectul
Liga Dreptății și Cyborg opresc tentativa de jaf inițiată de Royal Flush Gang⁠(d) asupra unui seif cu diamante folosind o tehnologie complexă care le permitea să traverseze prin obiecte solide. Între timp, Vandal Savage plănuiește să înceapă o nouă civilizație prin exterminarea a două treimi din populație și se dezvăluie că a oferit tehnologia grupării Royal Flush Gang⁠(d) pentru testare. Savage îl angajează pe Mirror Master pentru a intra fraudulos în Batcomputer pentru a fura planurile de urgență concepute de Batman pentru a-i incapacita pe colegii săi din Ligă, în cazul în care aceștia ar fi devenit inamici. Savage îi convoacă pe Cheetah, Star Sapphire, Metallo, Bane, Mirror Master și Ma'alefa'ak și le oferă fiecăruia o sumă mare de bani pentru a ataca simultan membrii Ligii folosind planurile, pe care le-a modificat în prealabil. Când răufăcătorii cad de acord, el le propune să se alieze și să formeze împreună Legion of Doom .
În timp ce fiecare membru din Legion Doom își joacă partea pentru a distruge pas cu pas Liga Dreptății, Batman este informat de Alfred Pennyworth că trupurile lui Thomas și Martha Wayne au fost exhumate și că nu se află în sicrie. Sosit la mormintele lor, Bruce este brusc atacat de Bane, care îl bate până aproape de moarte, îl lasă inconștient și îl îngroapă de viu în sicriul tatălui său.
Martian Manhunter își sărbătorește ziua de naștere alături de colegii săi în identitatea sa civilă ca John Jones. El primește o băutură de la un Ma'afela'ak deghizat sub forma unei femei frumoase, băutură care conținea o otravă cu carbonat de magneziu. Deoarece magneziul era dăunător biologiei marțiene, acesta începe brusc să oscileze între forma sa nativa si cea umană. Manhunter se luptă din răsputeri să își mențină forma umană în timp ce încearcă să expulzeze otrava. Ma'alefa'ak aruncă o brichetă aprinsă peste corpul lui și acesta ia foc instant datorită magneziului ingerat.
Cheetah o atacă pe Wonder Woman pe doc și o zgârie, infectând-o cu nanomașini care îi afectează creierul; nanomașinele o fac să îi perceapă pe toți cei din jur ca fiind Cheetah. Răufăcătoarea știa că Femeia Fantastică nu va renunța niciodată la luptă, amazoana ar fi continuat să o facă până ar fi murit de un atac de cord provocat de stres sau de un anevrism cerebral. Delirând amazoana continuă să atace atât pe Cheetah, cât și pe cei din inocenți din apropiere.
Mirror Master îl atrage pe Flash într-o capcană, atașându-i o bombă la încheietură. Dacă Flash nu inițiază nimic, încearcă să o îndepărteze sau scade viteza, bomba va exploda, ucigând pe toată lumea pe o rază de trei mile.
Ademenit într-o mină, Green Lantern este luat în colimator de Star Sapphire folosind gazul generator de frică al lui Scarecrow. După ce dă greș în a salva viețile ostaticilor, ea îl convinge prin puterea gazului că nu își merită mantaua; Jordan este afectat de durere și renunță la inelul său și se resemnează, rămânând în mina care se prăbușește peste el.
Pe acoperișul clădirii Daily Planet un fost angajat pe nume Henry Ackerman încearcă să se sinucidă atrăgând atenția mass - media, inclusiv ale lui Lois Lane și a lui Jimmy Olsen . După ce părăsește o conferință de presă deghizat în Clark Kent, Superman ajunge la fața locului și reușește să-l convingă pe Ackerman să renunțe. Cu toate acestea, Ackerman se dezvăluie ca fiind Metallo deghizat și îl împușcă pe Superman cu un glonț cu kryptonită, rănindu-l grav și făcându-l să cadă de pe acoperiș.
Înapoi în Hall of Doom, Legiunea își sărbătorește victoria. Savage dezvăluie că următorul său plan este să tragă o rachetă în soare, declanșând o erupție solară care va distruge jumătate din planetă și va dezactiva orice tehnologie mai avansată decât un motor cu aburi. El o provoacă pe Cheetah sceptică, să-i testeze afirmația de a fi nemuritor, lucru pe care ea îl face tăindu-i gâtul; răufăcătorii adunați sunt toți uimiți când Savage se ridică și rănile i se vindecă instant fără să lase măcar o zgârietură. Cu afirmația sa dovedită ca fiind reală, le arată coechipierilor săi racheta care va fi folosită în planul său.
Batman aproape își acceptă soarta că nu mai are scăpare, însă un magnetofon lăsat în urmă de Bane care reda un mesaj din partea criminalului, îl motivează să se elibereze. Batman își dă seama că Liga a fost atacată folosind planurile sale de urgență și pornește să-și salveze aliații. În același timp, Cyborg aude de situația Femeii Fantastice și pornește spre ea să o salveze.
Cyborg ajunge în locația unde Femeia Fantastică crease haos și o lovește cu o frecvență sonică neutralizându-i naniții din corpul ei. După ce se coordonează cu Batman, cei doi pornesc pentru a-l salva pe Martian Manhunter. La instrucțiunile lui Batman îi injectează lui Martian Manhunter oxid de aluminiu pentru a-i neutraliza magneziul din organism. Între timp, Batman îi spune lui Flash să alerge printr-un aisberg din Arctica, și să creeze vibrații, permițându-i să lase bomba înăuntru și salvându-l de la moarte. După ce îl salvează pe Flash, Batman ajunge la mina prăbușită unde îl găsește pe Jordan la pământ. Batman îi arată că totul era regizat și că ostaticii și teroriștii erau doar niște androizi. Sigur pe el încă o dată, Jordan își restabilește voința și recâștigă controlul asupra inelului său.
Femeia Fantastică, Cyborg și Martian Manhunter ajung în Metropolis, unde sănătatea lui Superman s-a deteriorat rapid; paramedicii nu au reușit să îi îndepărteze glonțul din cauza invulnerabilității sale. Glonțul este extras de Cyborg și Manhunter folosind un laser improvizat, astfel Superman reușește să se refacă.
Liga se retrage în Watchtower⁠(d), unde Batman dezvăluie că el a fost adevăratul creier din spatele planurilor și că scopul lor inițial a fost doar să faciliteze supunerea în caz de revoltă. El avea, de asemenea, un plan în loc în cazul în care Batcomputer-ul ar fi fost spart: un algoritm de urmărire ascuns. Liga Dreptății o urmărește Legion of Doom și o învinge, dar nu reușește să împiedice racheta să lanseze și să oprească erupția solară. Folosind tehnologia din Hall of Doom, Liga salvează Pământul punându-l într-o stare a materiei de fază, astfel încât erupția solară îl traversează fără să producă daune .
În Watchtower⁠(d)-ul Ligii Dreptății, Superman relatează că Vandal Savage a fost găsit vinovat de crime împotriva umanității și condamnat la sentința pe viață de către Curtea Mondială . Liga Dreptății îl adaugă oficial pe Cyborg la lista lor, iar Superman solicită votarea unanimă dacă Batman ar trebui să rămână ca membru al Ligii. Batman își apără acțiunea și îi critică pe ceilalți pentru că nu înțelege pericolul potențial al unei Ligii a Justiției răzvrătite înainte de a părăsi echipa. Când Superman întreabă dacă Batman a avut un plan să se oprească dacă ar trebui să devină răzvrătiți, Batman afirmă că Liga Dreptății în sine este planul său. Având încrederea în Batman asigurată, Superman îi oferă glonțul cu Kryptonită și îl teleportează din Watchtower⁠(d).

## Interpretare voci
- Kevin Conroy - '''Bruce Wayne | Batman'''
- Tim Daly - '''Kal-El / Clark Kent | Superman'''
- Susan Eisenberg - '''Diana | Femeia Fantastică'''
- Nathan Fillion - '''Hal Jordan | Green Lantern'''
- Carl Lumbly - '''J'onn J'onzz | Martian Manhunter'''
- Michael Rosenbaum - '''Barry Allen | The Flash'''
- Bumper Robinson - ''Victor Stone | Cyborg'''
- Carlos Alazraqui - '''Bane'''
- Claudia Black - '''Barbara Ann Minerva | Cheetah'''
- Paul Blackthorne - '''John Corben / Henry Ackerson | Metallo'''
- Olivia d'Abo - '''Carol Ferris | Star Sapphire'''
- Grey DeLisle - '''Lois Lane | Queen '''
- Alexis Denisof - '''Sam Scudder | Mirror Master'''
- Phil Morris - '''Vandar Adg | Vandal Savage'''
- Robin Atkin Downes - '''Alfred Pennyworth / Jack'''
- Brian George - '''Primarul Metropolisului'''
- Tim Daly - '''Kal-El / Clark Kent | Superman'''
- Andrea Romano - '''Batcomputer'''
- Bruce Timm - '''Ace'''
- David Kaufman - '''Jimmy Olsen'''
- Jim Meskimen - '''King'''
- Juliet Landau - '''Ten'''
- DeeBradley Baker - '''Ofițer'''

- Actrița care a furnizat vocea pentru deghizarea feminină a lui Ma'alefa'ak este necreditată și necunoscută.

## Producție
Filmul a fost anunțat pentru prima dată la WonderCon 2011 cum că povestea JLA: Tower of Babel va fi adaptată ca film Direct-pe-video , scris de Dwayne McDuffie chiar înainte de moartea sa.  Design-ul personajelor a fost realizat de Phil Bourassa, autorul personajului principal al Justice League: Crisis on Two Earths și Young Justice . Storyboard-urile au fost supravegheate și animate de Telecom Animation Film .  În timpul procesului de casting al Justice League: Doom, regizorul Andrea Romano și-a exprimat interesul pentru distribuția din diferite surse mass-media de a-și relua rolurile de membri ai Ligii Justiției din filmele anterioare.

## Recepție
IGN a dat filmului un 7 din 10, numindu-l „O aventură extrem de plăcută, dar și o adaptare ocazională frustrantă și scurtă”. 
A câștigat 6.543.809 USD din vânzările casnice de videoclipuri la domiciliu. 

## Home media
Pachetul combo Blu-ray include secvențe speciale numai pentru Blu-ray în „Guarding the Balance: Batman and the JLA”, un mini-secvență numită „They Has Time Was: Cyborg and the DC Universe’s New Diversity”, în timp ce ambele versiuni Blu-ray și ediția DVD pe 2 discuri conține „A Legion of One: The Dwayne McDuffie Story”, un preview la Superman vs. The Elite și două episoade bonus din Justice League : „ Wild Cards ” partea 1 și 2.